# Oost-Afrikaanse shilling

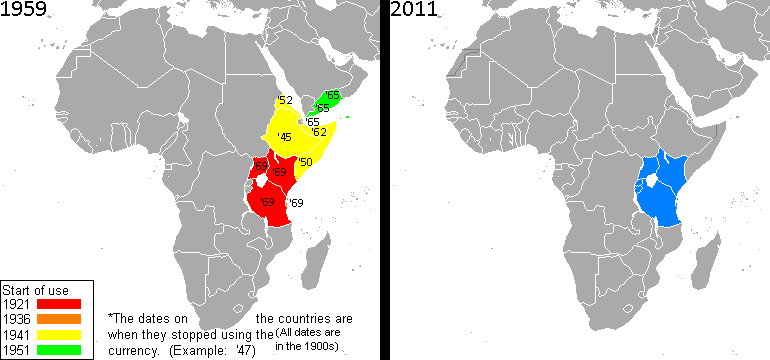
Landen die de oude Oost-Afrikaanse shilling gebruikten (links), landen die waarschijnlijk de nieuwe Oost-Afrikaanse shilling zullen invoeren (rechts).

De Oost-Afrikaanse shilling was de munteenheid die van 1921 tot 1969 werd uitgegeven voor gebruik in gebieden die onder controle stonden van het Verenigd Koninkrijk in Oost-Afrika. De Oost-Afrikaanse shilling werd geproduceerd door de East African Monetary Board.
Het is ook de voorgestelde naam voor een gemeenschappelijke munt die ooit zou worden ingevoerd door de Oost-Afrikaanse Gemeenschap, een organisatie bestaande uit Kenia, Tanzania, Oeganda, Rwanda, Burundi en Zuid-Soedan.